# Hôtel Beauharnais
L'Hôtel Beauharnais è un Hôtel particulier costruito nel XVIII secolo, situato a Parigi nel VII arrondissement. 
Progettato dall'architetto Germain Boffrand, la costruzione fu completata nel 1714. Nel 1803 la struttura fu acquistata da Eugene de Beauharnais, che la fece ricostruire in stile impero. È stato inserito nell'elenco dei monumenti storici il 25 luglio 1951. Oggi ospita la residenza ufficiale dell'ambasciatore tedesco in Francia.